# The Ticket of Leave Man
The Ticket of Leave Man è un film muto del 1912 diretto da Gaston Mervale. Prodotto dall'Australian Life Biograph Company, il film uscì nelle sale il 7 novembre 1912, interpretato da Louise Carbasse, un'attrice che poi, giunta a Hollywood, cambiò il suo nome in quello di Louise Lovely.

## Produzione
Il film fu prodotto dall'Australian Life Biograph Company, una compagnia di produzione australiana che fece fallimento nel maggio 1912.